# Speccafrons cypria
Speccafrons cypria är en tvåvingeart som beskrevs av Nartshuk 1990. Speccafrons cypria ingår i släktet Speccafrons och familjen fritflugor.
Artens utbredningsområde är Cypern. Inga underarter finns listade i Catalogue of Life.